# Nickel(II)-hydroxid
Nickel(II)-hydroxid ist eine chemische Verbindung des Metalls Nickel, die zur Gruppe der Hydroxide gehört.

## Vorkommen
Natürlich kommt Nickel(II)-hydroxid in Form des sehr seltenen Minerals Theophrastit vor.

## Gewinnung und Darstellung

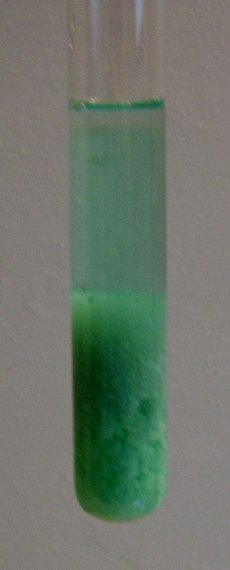
Fällung von Nickel(II)-hydroxid aus einer Nickel(II)-sulfatlösung

Nickel(II)-hydroxid entsteht beim Nachweis von Nickel-Ionen aus Nickelsalzlösungen mit Natronlauge als Ausfällung mit deutlicher Grünfärbung:
{\displaystyle \mathrm {Ni^{2+}+2\ NaOH\longrightarrow Ni(OH)_{2}\downarrow +2\ Na^{+}} }
Nickel(II)-Ionen aus Nickelsalzlösungen (wie z. B. in Wasser aufgelöstes Nickel(II)-chlorid) reagieren mit Natronlauge zu grünem, wasserunlöslichem Nickel(II)-hydroxid und Natrium-Ionen.
Bei Überschuss von Ammoniak löst sich das Nickel(II)-hydroxid unter Blaufärbung als Hexaammin-Komplex wieder auf:
{\displaystyle \mathrm {Ni(OH)_{2}+6\ NH_{3}\longrightarrow [Ni(NH_{3})_{6}]^{2+}+2\ OH^{-}} }
Nickel(II)-Ionen reagieren bei Überschuss von Ammoniak zu blauen, wasserlöslichen Hexaamminnickel(II)-Ionen und Hydroxid-Ionen.

### Chemische Eigenschaften
Durch Zugabe von starken Oxidationsmitteln wie Chlor oder Brom, jedoch nicht mit Wasserstoffperoxid, geht Nickel(II)-hydroxid in das schwarze Nickel(IV)-oxid über:
{\displaystyle \mathrm {Ni(OH)_{2}+Br_{2}\longrightarrow NiO_{2}\downarrow +2\ HBr} }
Grünes Nickel(II)-hydroxid reagiert mit Brom zu schwarzem, wasserunlöslichem Nickel(IV)-oxid und Bromwasserstoff.
Durch elektrolytische Oxidation entsteht aus Nickel(II)-hydroxid Nickel(III)-oxid bzw. Nickel(III)-oxidhydroxid. Dieser reversible Vorgang ist für den Nickel-Cadmium-Akkumulator und Nickel-Eisen-Akkumulator von Bedeutung.
{\displaystyle \mathrm {2\ Ni(OH)_{2}+2\ OH^{-}\rightleftarrows 2\ NiO(OH)+2\ H_{2}O+2\ e^{-}} }

Es existiert mit 3Ni(OH)2 2H2O auch ein grünes und im trockenen Zustand stabiles Hydrat.

## Verwendung
Nickel(II)-hydroxid wird zum Galvanisieren, als Hauptbestandteil für Platten alkalischer Akkumulatoren (siehe Nickel-Eisen-Akku, Nickel-Cadmium-Akkumulator, Nickel-Wasserstoff-Akkumulator und Nickel-Metallhydrid-Akkumulator) und zum Herstellen von Nickelkatalysatoren verwendet.

## Sicherheitshinweise
Wie viele Nickelverbindungen wird Nickel(II)-hydroxid als krebserzeugend (Kategorie 1A), reproduktionstoxisch (Kategorie 1B) und keimzellmutagen (Kategorie 2) eingestuft. Zusätzlich wirkt Nickel(II)-hydroxid sensibilisierend.